# Nagroda za muzykę na Festiwalu Polskich Filmów Fabularnych
Nagroda za muzykę na Festiwalu Polskich Filmów Fabularnych w Gdańsku i (od 1987 roku) w Gdyni jest przyznawana w konkursie głównym od pierwszej edycji festiwalu, czyli od 1974 roku. Klasyfikację najczęściej nagradzanych kompozytorów otwierają Michał Lorenc oraz Paweł Mykietyn (po pięć zwycięstw). Dalsze miejsce zajmują Wojciech Kilar, Zygmunt Konieczny, Jerzy Satanowski i Michał Urbaniak (wszyscy po dwa). W ciągu ponad trzydziestu lat istnienia festiwalu tylko dwukrotnie w konkursie zwyciężył obcokrajowiec. W 2005 roku był to Anglik Michael Nyman oraz w 2017 Włoch Sandro di Stefano. Nagrodą dla laureata jest 15 tysięcy złotych..

## Laureaci nagrody

### 1974–1979
- 1974: Stanisław Radwan − Sędziowie
- 1975: Wojciech Kilar − Bilans kwartalny i Ziemia obiecana
- 1976: Piotr Figiel − Przepraszam, czy tu biją?
- 1977: Andrzej Korzyński − Czerwone ciernie
- 1978: Wojciech Kilar − Spirala
- 1979: Andrzej Kurylewicz − Lekcja martwego języka

### 1980–1989
- 1980: nie przyznawano
- 1981: nie przyznawano
- 1982: festiwal nie odbył się
- 1983: festiwal nie odbył się
- 1984: Zbigniew Raj − W starym dworku, czyli niepodległość trójkątów
- 1985: Henryk Kuźniak − Kobieta z prowincji i Vabank II, czyli riposta
- 1986: Jerzy Maksymiuk − Osobisty pamiętnik grzesznika przez niego samego spisany
- 1987: Jerzy Matuszkiewicz − Wierna rzeka
- 1988: Jerzy Satanowski − Schodami w górę, schodami w dół
- 1989: nie przyznano nagród regulaminowych

### 1990–1999
- 1990: Zygmunt Konieczny − Lawa, Pogrzeb kartofla i Ucieczka z kina „Wolność”
- 1991: Tadeusz Nalepa − Śmierć dziecioroba
- 1992: Michał Lorenc − Psy
- 1993: Tomasz Stańko − Pożegnanie z Marią
- 1994: nagroda ex-aequo
  - Jan Kanty Pawluśkiewicz − Zawrócony
  - Mateusz Pospieszalski − Gorący czwartek
- 1995: nagroda ex-aequo
  - Michał Lorenc − Prowokator
  - Jerzy Satanowski − Wrzeciono czasu
- 1996: nagroda ex-aequo
  - Marcin Pospieszalski − Słodko gorzki
  - Tomek Lipiński − Słodko gorzki
- 1997: Michał Lorenc − Bandyta
- 1998: Marek Kuczyński − Cudze szczęście
- 1999: Michał Urbaniak − Dług

### 2000–2009
- 2000: Abel Korzeniowski − Duże zwierzę
- 2001: Michał Lorenc − Przedwiośnie
- 2002: Michał Urbaniak − Eden
- 2003: Zygmunt Konieczny − Pornografia
- 2004: Paweł Mykietyn − Ono
- 2005: Michael Nyman − Jestem
- 2006: Paweł Szymański − Plac Zbawiciela
- 2007: Michał Lorenc − Wszystko będzie dobrze
- 2008: Paweł Mykietyn − 33 sceny z życia
- 2009: Włodzimierz Pawlik − Rewers

### 2010–2019
- 2010: Paweł Mykietyn − Trick
- 2011: Paweł Mykietyn − Essential Killing
- 2012: Piotr Dziubek − Droga na drugą stronę
- 2013: Jan Kanty Pawluśkiewicz − Papusza
- 2014: Mikołaj Trzaska − Pod Mocnym Aniołem
- 2015: Paweł Mykietyn − 11 minut[2]
- 2016: Motion Trio − Szczęście świata[3]
- 2017: Sandro di Stefano − Człowiek z magicznym pudełkiem[4]
- 2018: Antoni Komasa-Łazarkiewicz − Wilkołak i Kamerdyner[5]
- 2019: Leszek Możdżer − Ikar. Legenda Mietka Kosza[6]

### od 2020
- 2020: Hania Rani − Jak najdalej stąd[7]
- 2021: Teoniki Rożynek – Prime Time[8]